# دائرة العنصر
دائرة العنصر إحدى دوائر ولاية جيجل الجزائرية. عاصمتها هي العنصر وتضم بلديات: 
- العنصر
- واد عجول
- بوراوي بلهادف
- الجمعة بني حبيبي

## الموقع الجغرافي
تقع بلدية العنصر في الجهة الشرقية لولاية جيجل
- يحدها من الشمال بلدية خيري واد عجول(بني بلعيد)
- من الغرب بلدية الجمعة بني حبيبي
- من الشرق بلدية الميلية
- من الجنوب بلدية بوراوي بلهادف

## السكان
على غرار معظم بلديات ولاية جيجل نزح الكثير من سكان بلدية العنصر خاصة بالمناطق الجبلية بسبب الاوضاع الأمنية التي كانت متدهورة خلال فترة التسعينيات، لكن مع استتباب الأمن عاد اغلب السكان حيث يترواح عدد السكان 20070 نسمة بمعدل نمو يصل 0.7 
يتمركز سكان العنصر في ثلاث اقطاب سكانية رئيسية نجد أكبر نسبة ببلدية العنصر وسط ثم بنسب متفاوتة بعض الشيء بكل من القرية الاشتراكية للثورة الزراعية بلغيموز وكدلك قرية المحارقة وهناك كدلك مجمع سكاني ازيار.

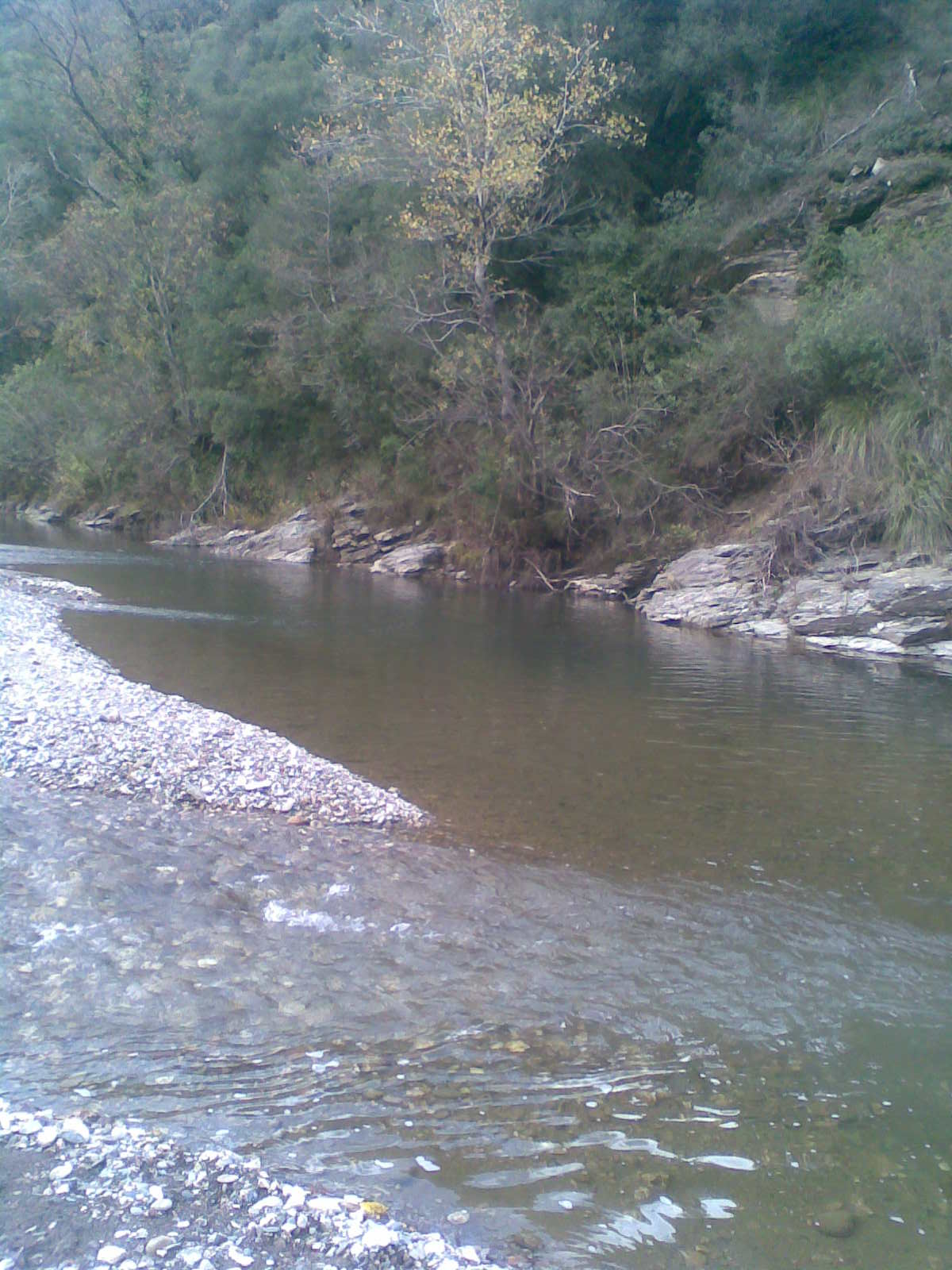
واد العنصر

1. ↑  "تنائج إحصاء 2008 الخاصة بولاية جيجل" (PDF). مؤرشف من الأصل (PDF) في 2018-07-23.

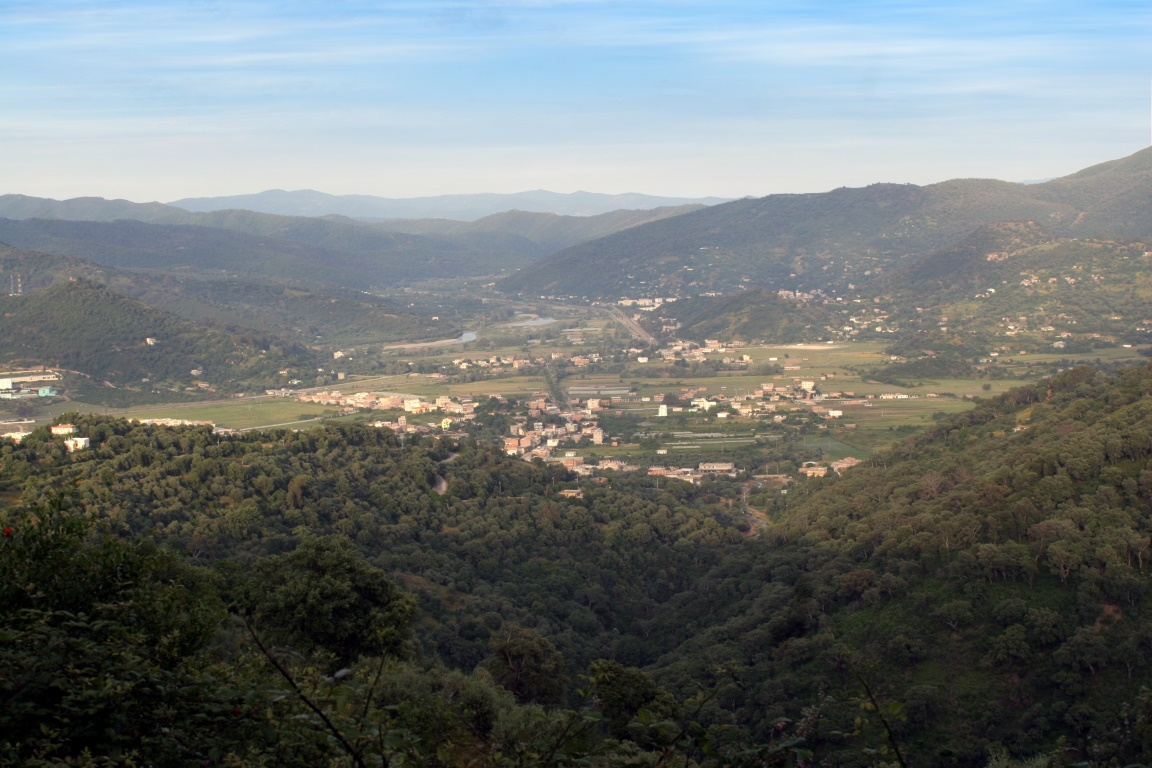
بلدية الجمعة بني حبيبي